# Balabra Velika
Koordinati:   43°56′22″N, 15°16′30″E
Balbara Velika je nenaseljen otoček v Zadarskem arhipelagu. Otoček leži nekaj sto metrov severozahodno od Sita. Njegova površina meri 0,167 km². Dolžina obale je 2,23 km. Najvišji vrh je visok 36 mnm.